# 高橋杵三郎
高橋杵三郎（たかはし きねさぶろう、1836年（天保7年） - 1902年（明治35年）12月19日）は、江戸時代、明治時代の囲碁棋士。江戸生まれ、本因坊秀和門下、のち方円社に所属、六段。方円社四天王と呼ばれた一人で、定石の通、活きた碁経とも称された。

## 経歴
幕府旗本の次男として生まれる。幼少から勤勉で、古経をよく学んだ。本因坊秀和門下となり五段に進む。1878年（明治11年）「郵便報知新聞」で中川亀三郎との棋譜が掲載される。1879年に方円社設立に参加。続く方円社分裂において本因坊秀元は村瀬秀甫の免状を取り上げた際には、憤慨して自らの免除を返上した。
1884年に水谷縫治が三級（七段）昇級しようとする際に、杵三郎が一番勝ち越しありとして異議を唱え、杵三郎先相先での十番碁を行った。結果は杵三郎4勝6敗で、縫治の昇段はならなかったが、これが明治碁界最大の十番碁とも呼ばれている。1899年の本因坊秀栄の八段披露会の席で、秀栄が「自分の八段昇段に就いて故障のある方は、何人にてもお相手申すべし」と挨拶した際には、「若し余が今十年若からば、進んで争碁を擲ち、一層斯道の流行を計るべきに」と公言したと伝えられ、いずれも碁界に注目を集めるためだったと言われる。
後に横浜に碁席を設けて、後進の指導の巧みなるは碁界第一と称された。また浪華を訪ねて同じ五段の泉秀節、高崎泰策と大いに打ち、杵三郎は秀節に4番勝ち越し、泰策には4番負け越し、秀節は泰策に好成績という三すくみの結果だった。
1901年に方円社より六段を許され、大阪での披露会の席では伴正臣の口吟があった。
浪華橋畔社園東。昇段筵開促會同。暮色蒼々半輪月。水流滾々一簾風。
収枰精思追知丈。敲玉餘韻慕秀雄。此日來人皆國手。互論成敗興無窮。
1902年没。下谷区幡随院に葬られる。子も親戚も無く、かつて薫陶を受けた井上操子が、父の三周忌と杵三郎の五周忌が重なった1908年に京都にて追善会を催した。